# Královský rodinný řád krále George Tupou V.
Královský rodinný řád krále George Tupou V. (tongánsky Ko e Fakalangilangi Fale 'Alo 'o Kingi Sia'osi Tupou V) je dámský řád Království Tonga. Založen byl roku 2008 králem Georgem Tupou V.

## Historie a pravidla udílení
Řád založil v roce 2008 král George Tupou V. po svém nástupu na trůn. Jeho vzhled byl inspirován královskými rodinnými řády udílenými britskými panovníky. Udílen je v jediné třídě členkám královské rodiny a předním dvorním dámám. Udělení řádu mužům není možné.

## Insignie
Řádový odznak má tvar medailonu ze slonoviny s barevně smaltovanou podobiznou krále George Tupou V. v uniformě. Zasazen je do stříbrného rámečku zdobeného diamanty. Medailon je převýšen královskou korunou.
Stuha je světle zelená.